# Liste der Straßen in Essen-Bergerhausen
Die Liste der Straßen in Essen-Bergerhausen beschreibt das Straßensystem im Essener Stadtteil Bergerhausen mit den entsprechenden historischen Bezügen.

## Einführung und Überblick
In Essen-Bergerhausen leben heute 11523 Einwohner (30. September 2022) auf einer Fläche von 3,34 Quadratkilometern. Der Stadtteil gehört zu den Postleitzahlenbezirken 45134 und 45136.
Im Westen von Bergerhausen gibt es die Straßennamengruppe der Flüsse. Weitere Straßennamen erinnern an den ländlichen Ursprung des heutigen Stadtteils mit Kotten und Höfen sowie an seine bergbauliche Vergangenheit.
Die Stadtteilgrenze von Bergerhausen wird von Norden her im Uhrzeigersinn wie folgt gebildet:
 Beginnend mit der Sabinastraße, der Töpferstraße, der Elsa-Brändström-Straße, der Moltkestraße, der Lanterstraße, der Hovescheidtstraße, der Straße An St. Albertus Magnus und der Straße Lönsberg folgen im Osten folgen die Spillenburgstraße, die Westfalenstraße und dann die Ruhr. Im Süden führt die Grenze über die Straße St. Annental und die Straße Im Walpurgistal, gefolgt von einem Zubringer der Bundesautobahn 52 im Westen.
In Bergerhausen gibt es 86 benannte Verkehrsflächen, darunter zwei Plätze.
 Davon befinden sich folgende Straßen nur teilweise im Stadtteil:
 die Bergerhauser Straße, die Dinnendahlstraße, die Straße Fünfkirchenblick, die Hovescheidtstraße, die Straße Im Walpurgistal, die Moltkestraße, die Rellinghauser Straße, die Ruhrallee, die Spillenburgstraße, die Straße St. Annental und die Westfalenstraße.
Durch den Stadtteil Bergerhausen verlaufen
- die Bundesautobahn ,
- die Bundesstraße  auf der Ruhrallee,
- die Landesstraße L 20 von Rüttenscheid auf der Töpferstraße weiter nach Huttrop und
- die Landesstraße L 441 auf der Westfalenstraße nach Steele.

## Liste der Straßen
Die nachfolgende Tabelle gibt eine Übersicht über die Straßen und Wege im Stadtteil mit entsprechenden Informationen.
- Name: aktuelle Bezeichnung der Straße oder des Platzes.
- Länge/Maße in Metern:
 Die in der Übersicht enthaltenen Längenangaben sind gerundete Übersichtswerte, die in Google Earth mit dem dortigen Maßstab ermittelt wurden. Sie dienen Vergleichszwecken und werden, sofern amtliche Werte bekannt sind, ausgetauscht und gesondert gekennzeichnet.
 Bei Plätzen sind die Maße in der Form a × b angegeben.
 Der Zusatz (im Stadtteil) gibt an, dass die Länge die des Straßenabschnitts innerhalb von Huttrop ist, da die Straße in benachbarte Stadtteile weitergeführt wird.
 Der Zusatz (alle Straßenabschnitte zusammen) gibt an, dass die Straße so verwinkelt ist, dass keine „Hauptstraße“ besteht. Stattdessen wird die Länge aller Straßenabschnitte zusammengezählt.
- Herleitung: Ursprung oder Bezug des Namens
- Datum der Benennung: amtliche Erstbenennung
- Anmerkungen: zusätzliche Informationen
- Bild: Foto der Straße oder eines anliegenden Objekts

| Name                   | Länge/Maße (in Metern)                | Herleitung                                             | Datum der Benennung | Bemerkungen | Bild                                            |
| ---------------------- | ------------------------------------- | ------------------------------------------------------ | ------------------- | --- | ----------------------------------------------- |
| Adelgundenweg          | 810                                   | Grubenfeld Adelgunde                                   | 20. Nov. 1937       | Aus der Konsolidierung der Grubenfelder Adelgunde, Bänksgen, Finefrau, Henriettenglück und freye Hoffnung ging 1831 die spätere Zeche Ludwig hervor. Das Bergwerk Adelgunde befand sich in der Rellinghauser Gemeinheit auf dem sogenannten Kogel und bestand aus Ober- und Unterstollen. 1798 hatte es sechs Gewerke mit zusammen 128 Kuxen. Früh gingen die Anteile auf auswärtige Gewerken über, darunter Dördelmann/Ückendorf, Frh. V. Elverfeldt/Steinbach und Lührmann/Herbede. Der Adelgundenweg liegt in einer Arbeitersiedlung der damaligen Zeche Ludwig. Er hieß zuvor Ludwigstraße und führt von der Straße Am Krausen Bäumchen in einem südöstlichen Bogen zur Ruhrallee, vor dieser er als Sackgasse endet. |                                                 |
| Ahrfeldstraße          | 770                                   | Ahrfeld, Flurname                                      | 16. Sep. 1910       | Der alte Flurname Ahrfeld deutet darauf hin, dass Bergerhausen einst Kornkammer des Stiftes Essen war. 1483 wird in einer Urkunde erwähnt, dass Margareta Marzelyes vor dem Gericht in Rellinghausen zwölf Morgen im Aevelde an die Jungfer Goiste v. d. Vitinkhave verkaufte. Das Ahrfeld, auch Aher Feld, ist das zur Aue oder Aa gehörende Feld am Rellinghauser Mühlenbach in Bergerhausen. Die Ahrfeldstraße verlief bis 1927 südwestlich der Weserstraße weiter, querte die Rellinghauser Straße und wurde im weiteren westlichen Verlauf zur heutigen Straße Kaninenberghöhe. Zwischen Rellinghauser- und Weserstraße wurde sie durch die Zeche Ludwig unterbrochen. Die heutige Ahrfeldstraße zweigt von der Weserstraße in nordöstlicher Richtung ab, quert die Ruhrallee und endet im Siepental als Sackgasse. |                                                 |
| Allerstraße            | 85                                    | Aller, Nebenfluss der Weser                            | 16. Sep. 1910       | Da die Weserstraße in Bergerhausen während der Zeit des Nationalsozialismus nach einem erschossenen Polizeibeamten in Joseph-Hommer-Weg umbenannt wurde, erhielt die Allerstraße zwischen dem 20. November 1937 und dem 15. Mai 1945 den Namen Weserstraße. Danach hieß sie wieder Allerstraße und die ursprüngliche Weserstraße erhielt damit ihren Namen zurück. Die Allerstraße, die zuvor Idastraße hieß, verbindet die Leinestraße mit der Rellinghauser Straße. |                                                 |
| Am Frommen Joseph      | 540                                   | Joseph Grüter, Gastwirt, Kötter                        | 24. Sep. 1923       | Joseph Grüter wurde am 8. August 1819 in Heidhausen geboren. Er richtete Mitte des 19. Jahrhunderts im einstigen Kappertskotten einen Ausschank ein. Dieser wurde oft vom sogenannten Trampelklub aufgesucht, einer Wandergemeinschaft aus Essener Persönlichkeiten bestehend; darunter Alfred Krupp, Freiherr von Hövel, Carl Julius Schulz, Adolf Knaudt und Hermann Heilermann (Gymnasialdirektor, Geheimer Regierungsrat). Die Mitglieder des Trampelklubs nannten Joseph Grüter aufgrund seines lauten Charakters und seiner tiefen Frömmigkeit scherzhaft und auf Anspielung seines Vornamens den frommen Joseph. Er starb am 22. September 1884 in Steele. Die Schreibweise der Straße war zunächst Am frommen Joseph und wurde am 15. Juli 1957 in die Großschreibung Am Frommen Joseph geändert. Die Straße Am Frommen Joseph, die in Teilen zuvor zur Rellinghauser Straße gehörte, führt von der Straße Im Walpurgistal nach Norden, quert die Rellinghauser Straße, bis sie von Osten wieder auf diese trifft. |                                                 |
| Am Krausen Bäumchen    | 1350                                  | Am Krausen Bäumchen, Flurname                          | 4. Feb. 1903        | Der Flurname Am Krausen Bäumchen geht auf den alten Grenzbaum zwischen Essen und Rellinghausen zurück. Der Name geht aus der Bezeichnung Cruceboom hervor, also einem Baum mit dem Kreuz als Grenzzeichen. Daraus wurde über Krusenboorn der Name Krausenbaum. Dieser Krause Baum war eine alte Linde, die durch Blitzschlag kaputtging und 1863 durch eine neue Linde ersetzt wurde. Die Schreibweise der Straße war zunächst Am krausen Bäumchen und wurde am 15. Juli 1957 in die Großschreibung Am Krausen Bäumchen geändert. Die Straße Am Krausen Bäumchen, die ursprünglich Josefstraße hieß, führt von der Straße Am Frommen Joseph nordostwärts, die die Weserstraße und die Ruhrallee querend, auf die Lanterstraße. |                                                 |
| Am Kunstwerk           | 180                                   | Zeche Kunstwerk                                        | 28. Juni 1961       | Die Straße Am Kunstwerk verbindet in einem westlichen Bogen die Kunstwerkerstraße mit dem Schulkirchweg. |                                                 |
| Am Schlangenberg       | 150                                   | Schlangenberg, Flur- und Hofname                       | 23. Jan. 1957       | Schlangenberg war ursprünglich der Name eines Hofes. 1322 wird in einer Urkunde genannt, dass Herman up me Kelre und seine Frau Hilla ein Stück Ackerland bei dem Hofe to dem Shlangenberge an Rutger von Bergerhausen verkauften. Die Straße Am Schlangenberg, die es baulich bereits vor 1927 gab, wurde erst 1957 benannt und verbindet die Elzstraße mit dem Nekesweg. |                                                 |
| Am Siepenhang          | 100                                   | Lage am Hang des Hoverscheider Siepens                 | 18. Dez. 1973       | Der Hoverscheider Siepen war ursprünglich ein bewaldetes und wasserreiches Wiesental, das südlich der Steeler Straße vom Brünglinghauser Feld zur Ruhr ausbreitete. Die Straße Am Siepenhang ist eine südöstliche Stichstraße der Straße Am Krausen Bäumchen. |                                                 |
| An St. Albertus Magnus | 660                                   | Kirche St. Albertus Magnus                             | 9. Apr. 1956        | Am südlichen Ende der Straße wurde 1958 die Kirche St. Albertus Magnus fertiggestellt. Am 29. 27. Februar 1959 konsekriert, trägt sie seit dem 20. Juli 1967 den Namen Pax-Christi-Kirche. Die Straße An St. Albertus Magnus führt von der Dinnendahlstraße in einem westlichen Bogen wieder auf diese zurück. | Pax-Christi-Kirche                              |
| Bauvereinstraße        | 350                                   | Bauverein                                              | 4. Feb. 1904        | In den Bürgermeistereien um Essen entstanden um die Jahrhundertwende 1900 einige Spar- und Bauvereine, die durch den Bau preiswerter und guter Wohnungen der wachsenden Wohnungsnot begegnen wollen. Im Jahr 1900 wurde im angrenzenden Rellinghausen mit Unterstützung des Rheinischen Vereins zur Förderung des Arbeiterwohnungswesens der Spar- und Bauverein namens Arbeiterwohnungsgenossenschaft eGmbH gegründet. In die Genossenschaft traten neben der Gemeinde Rellinghausen auch die Gutehoffnungshütte als Eigentümerin der Zeche Ludwig und die Gewerkschaft Langenbrahm als Eigentümerin der Zeche Schnabel ins Osten ein. Nachdem die Genossenschaft 1901 ein zwei Hektar großes Grundstück erwarb und darauf zunächst sechs Wohnhäuser baute, erhielt die hier befindliche Straße den Namen Bauvereinstraße. Die Bauvereinstraße verbindet die Straße Am Frommen Joseph mit der Terbeckstraße. |                                                 |
| Bergerhauser Straße    | 890 (im Stadtteil)                    | ehemalige Bauerschaft Bergerhausen                     | 14. Nov. 1935       | Die Bergerhauser Straße hieß in Bergerhausen ab 1904 Morsestraße, war ab 15. September 1910 Teil der Herwarthstraße in Huttrop und zwischen dem 9. Oktober 1914 und dem 14. November 1935 der Hellweg. Die heutige Bergerhauser Straße führt, aus Huttrop kommend, von der Elsa-Brändström-Straße in südöstlicher Richtung zur Straße Am Krausen Bäumchen. | Elsa-Brändström-Realschule, Bergerhauser Straße |
| Billebrinkhöhe         | 680                                   | Billbrink, Familienname                                | 17. Sep. 1924       | 1664 verpachtete das Pastorat St. Laurentius in Steele zwei halbe Morgen, Gehr genannt, an die Eheleute Johan Bilbering und Christina Schürnkamp. 1795 ist der selbsthörige Schmied Billbrink genannt. 1804 taucht der Name Billbrink noch einmal auf. 1824 gehörte der sogenannte Billbrink während der Teilung der Hovescheidter Gemeinheit zum Hof Mühlenbeck (auch Möllenbeck) in Bergerhausen. Er hatte einen jährlichen Canon von drei Talern dafür zu entrichten. Durch ein Los fiel der Billbrink zum Hof Stattrop, der als Gegenleistung eine hölzerne Brücke über den Bach anzulegen und zu unterhalten hatte. Die Straße Billebrinkhöhe führt von der Straße Lönsberg südwärts zur Dinnendahlstraße. | Ev. Kirche Billebrinkhöhe                       |
| Bonsiepen              | 370                                   | Bonsiepe, Hofname                                      | 18. Mai 1989        | In der Katasterurkarte von 1822 aus der Gemarkung Bergerhausen Sektion A ist der Hof Bonsiepe in der Flur Ahrfeld verzeichnet. Im dazugehörigen Flurbuch steht ein Bonsiepe als Eigentümer und Nutznießer dieses Hauses. Die Straße Bonsiepen bildet einen östlichen Bogen von und wieder zur Ruhrallee. |                                                 |
| Bröhmkenweg            | 170                                   | Brömken, Flurname                                      | 20. Nov. 1937       | Der Bröhmkenweg, der ursprünglich St.-Anna-Straße und ab 1910 Saalestraße hieß, führt von der Straße Papenberghang ostwärts zur Terbeckstraße und endet danach als Sackgasse. |                                                 |
| Diemelstraße           | 430                                   | Diemel, linker Nebenfluss der Weser                    | 1. Okt. 1920        | Die Diemelstraße verbindet die Saalestraße mit der Ahrfeldstraße. |                                                 |
| Dinnendahlstraße       | 800 (im Stadtteil)                    | Franz Dinnendahl, Ingenieur                            | 1. Okt. 1920        | Die Dinnendahlstraße, die zuvor Löbbertstraße hieß, führt aus Huttrop kommend von der Straße An St. Albertus Magnus nach Süden, wo sie nach der Einmündung der Straße Billebrinkhöhe als Sackgasse endet. |                                                 |
| Ederstraße             | 120                                   | Eder, linker Nebenfluss der Fulda                      | 26. Jan. 1912       | Die Ederstraße ist eine Stichstraße der Fuldastraße. |                                                 |
| Elbestraße             | 660                                   | Elbe, mitteleuropäischer Strom                         | 16. Sep. 1910       | Die Elbestraße, die zuvor Theodorstraße hieß und in der Zeit des Nationalsozialismus in Georgsstraße umbenannt wurde, verbindet die Ruhrallee über die Weserstraße mit der Rellinghauser Straße. |                                                 |
| Elsa-Brändström-Platz  | 110 × 100                             | Elsa Brändström, schwedische Philanthropin             | 8. Mai 1933         | Der Elsa-Brändström-Platz, der einst zwischen den Straßen Engelsbecke und Vedderstraße lag, wird heute durch die Elsa-Brändström-Straße und die Bundesautobahn 52 begrenzt. |                                                 |
| Elsa-Brändström-Straße | 280                                   | Elsa Brändström, schwedische Philanthropin             | 22. Mai 1946        | Die Elsa-Brändström-Straße, die zuvor teilweise zur Straße Engelsbecke gehörte, verbindet die Ruhrallee mit der Moltkestraße und bildet dabei auf ganzer Länge die Grenze zu Huttrop. Es besteht keine direkte Zufahrt auf die Ruhrallee. |                                                 |
| Elzstraße              | 270                                   | Elz, rechter Nebenfluss des Rheins                     | 24. Feb. 1977       | Die Elzstraße, die 1903 als Alte Ruhrstraße und ab 1910 als Neckarstraße bis zur Elbestraße führte, wurde 1977, nach dem Bau der Bundesautobahn 52, verkürzt und verbindet heute die Werrastraße mit dem Nekesweg. |                                                 |
| Fünfkirchenblick       | 800 (im Stadtteil)                    | Lage mit Blick auf fünf Kirchen                        | 5. Aug. 1936        | Von der Höhe über der Spillenburg konnte man zur Zeit der Namensgebung in östlicher Richtung fünf Kirchtürme sehen. Die Straße Fünfkirchenblick, die zuvor nicht amtlich Ruhrhöhenweg genannt wurde, zweigt vom Laurentiusweg in Huttrop nach Süden ab und führt von Osten auf die Dinnendahlstraße. |                                                 |
| Fuldastraße            | 120                                   | Fulda, Quellfluss der Weser                            | 11. Apr. 1911       | Die Fuldastraße zweigt westlich der Werrastraße ab und endet nach Abzweigung der Ederstraße als Sackgasse. |                                                 |
| Gönterstraße           | 550                                   | Gönter, Name einer Gemeinheit                          | 4. Feb. 1903        | 1347 wird in einer Urkunde Rutgher Pilike genannt, der dem Kapitel zu Rellinghausen zwei Morgen Land beim Slangenberghe uppe der Gunterdessipen verkauft. Der Göntersiepen, auch Behrensörtchen genannt, wurde 1832 durch Rezess unter sechs berechtigten Bauern zu gleichen Teilen aufgeteilt. Diese sechs waren Clostermann in Huttrop, Grote und Raupert in Rüttenscheid, Joester, Schürmann in Bergerhausen und Vöcklinghaus. Zudem wurden fünfzig hudeberechtigte Kötter und Grundeigentümer abgefunden. Der §1 des Rezesses führt auf, dass der Gontersiepen ein großenteils mit Eichenhochwald bepflanzter Abhang war, der sich längs eines von einem Bach durchflossenen Tals lang nach Norden in einer Spitze auslaufend, und im Süden hingegen verbreiternd erstreckte. Er eigne sich durch den felsigen Buschgrund wohl nur zur Holzkultur und enthalte nach einer Messung des Geometers Mathey bei Schellenberg aus dem Jahr 1816, einschließlich der auf diesem Teilungsrevier befindlichen alten ausgekohlten Bergwerke und Halden, 32 Morgen 36 Quadratruten 30 Fuß preußischen Maßes. Die Gönterstraße führt in Verlängerung der Straße Im Walpurgistal nach Orden und verläuft dann in einem Bogen nach Osten auf die Max-Keith-Straße.                                                                        |                                                 |
| Guts-Muths-Weg         | 450                                   | Johann Christoph Friedrich GutsMuths, Pädagoge         | 21. Okt. 1938       | Der Guts-Muths-Weg führt westlich des Maßmannwegs in einem Knick weiter nach Nordosten und endet vor dem Adelgundenweg als Sackgasse. |                                                 |
| Hallering              | 440                                   | Vereinigte Halle, Grubenfeld                           | 21. Okt. 1938       | Das einst hier befindliche Grubenfeld Vereinigte Halle gehörte zuletzt zur Gutehoffnungshütte und ging 1954 an die Zeche Langenbrahm. Die Straße Hallering zweigt westlich der Dinnendahlstraße ab und führt in einem westlichen Halbkreis wieder auf diese zurück und weiter auf die Straße Billebrinkhöhe. |                                                 |
| Havelring              | 370                                   | Havel, rechter Nebenfluss der Elbe                     | 7. Sep. 1960        | Die Straße Havelring ist eine von der Bergerhauser Straße nordöstlich abgehende Ringstraße, die wieder auf diese zurückführt. |                                                 |
| Henricistraße          | 130 (im Stadtteil)                    | Karl Henrici, Hochschullehrer, Architekt, Stadtplaner  | 16. Sep. 1910       | Die Henricistraße, die zuvor den Namen Roßbachstraße hatte, führt von der Töpferstraße nach Südosten und endet vor der Ruhrallee als Sackgasse. Gegenüber der Töpferstraße führt sie in Huttrop weiter. |                                                 |
| Hohefuhrstraße         | 380                                   | Name eines alten Fahrwegs                              | 4. Feb. 1903        | Der alte Fahrweg verband von alters her den Hof Kersebaum mit dem Überruhrschen Weg, der heutigen Ruhrallee. Heute führt die Hohefuhrstraße von der Kersebaumstraße nach Südwesten zur Straße Bonsiepen, die dann auf die Ruhrallee trifft. |                                                 |
| Hovescheidtstraße      | 240 (im Stadtteil)                    | Hof Hovescheidt, Unterbauerschaft                      | 29. Nov. 1897       | Mit Hovescheidt wurde ein Hof und eine Unterbauerschaft bezeichnet. Dieser Unterbauerschaft gehörten der Aldenhof, der Hof Nellen, der Hof Löbbert und der Hof Hovescheidt mit Ersterwähnung Anfang des 14. Jahrhunderts. Er war ein Behandigungsgut in den Oberhof Viehof gehörig. Die Essener Fürstäbtissin erhielt bei Auflösung des Jesuiten-Ordens, der ursprünglich mit dem Hof Hovescheidt behandigt war, das dominium utile (nutzbare Eigentum) an dem Hof. 1775 übertrug sie es der St.-Johann-Kirche zur Verbesserung der Einkünfte und mit der Verpflichtung einen Pfarr-Kaplan zu halten. 1776 wurde Pastor Joseph Andermar und 1803 Pastor Andreas Gotfang mit dem Hof behandigt. Als 1837 die fiskalischen Lasten des Hofes abgelöst wurde, war der Hof 125 Morgen groß. 1668 wird Henrich Hovescheidt als Aufsitzer genannt, 1795 folgt die Erwähnung des ganzen Bauern Hovescheidt und 1826 die Eheleute Wilhelm Hovescheidt und Elisabeth gen. Kaiser. 1841 erhielt die aufsitzende Pächterfamilie gegen ein Erbstandsgeld (2500 Reichsthaler) und einen jährlichen Kanon (22 Rthlr.) den Hof von der katholischen Kirche in Erbpacht. Die Hovescheidtstraße führt von der Lanterstraße in nordwestlicher Richtung weiter nach Huttrop, wobei sie auf den ersten rund 240 Metern die Grenze zu Huttrop bildet. |                                                 |
| Hüskenbörde            | 320                                   | Hüskenbörde, Flurname                                  | 20. Nov. 1937       | Angelehnt an den Kotten Hüsken wurde der Flurname Hüskenbörde gebildet, wobei Börde für eine fruchtbare und landwirtschaftlich genutzte Fläche steht. In der Landmatrikel von 1668 wird der Kotten zum Hof Huttrop gehörig erwähnt. Zuvor gehörte er je zur Hälfte zu den Höfen Huttrop und Kaiser. 1773 wurden die Aufsitzer Johan Diderich Huisken und seine Frau wegen eines Verbrechens des Landes verwiesen. 1775 wurde ein Gewinnbrief für Wilhelm Potthoff aus Frohnhausen und seine Frau Catharine Gertrud Montag ausgestellt. Der Tagelöhner und Kötter Hüsken und das Gräfliche Damenkapitel in Essen als Eigentümer werden 1795 genannt und der Kotten Huiskens im Ahfelde als Leibgewinngut bezeichnet. 1832 wurden die fiskalischen Lasten des zu dieser Zeit 15 Morgen großen Kottens abgelöst. In der Mutterrolle von 1866 wird Friedrich Hüsken in Bergerhausen als Eigentümer genannt. Die Kirche in Steele erwarb den Kotten 1877, darauf folgte 1880 der Wirt Michael Olfen in Steele und 1899 der Maschinenwärter Heimeshof in Holsterhausen. Die Straße Hüskenbörde verbindet die Bergerhauser Straße mit der Ruhrallee. |                                                 |
| Im Ahrfeld             | 200                                   | Ahrfeld, Flurname                                      | 24. Sep. 1923       | Der alte Flurname Ahrfeld deutet darauf hin, dass Bergerhausen einst Kornkammer des Stiftes Essen war. 1483 wird in einer Urkunde erwähnt, dass Margareta Marzelyes vor dem Gericht in Rellinghausen zwölf Morgen im Aevelde an die Jungfer Goiste v. d. Vitinkhave verkaufte. Das Ahrfeld, auch Aher Feld, ist das zur Aue oder Aa gehörende Feld am Rellinghauser Mühlenbach in Bergerhausen. Die Straße Im Ahrfeld verbindet die Max-Keith-Straße mit der Schürmannstraße. |                                                 |
| Im Walpurgistal        | 1330 (im Stadtteil)                   | Walburga oder Walpurgis, weiblicher Vorname            | 16. März 1979       | Die Straße Im Walpurgistal war zuvor Teil der Walpurgisstraße, die durch den Bau der Bundesautobahn 52 unterbrochen wurde. So heißt der Rüttenscheider Teil bis heute Walpurgisstraße. Es gibt nur noch eine fußläufige Verbindung dorthin. Die Straße Im Walpurgistal beginnt an der Autobahn und bildet in ihrem westlichen Verlauf die Grenze zum Nachbarstadtteil Stadtwald und führt westlich weiter in Rellinghausen. |                                                 |
| Kaninenberghöhe        | 680                                   | mündlich überlieferte Lagebezeichnung                  | 1. Dez. 1927        | Bis 1927 war die Straße Kaninenberghöhe der westliche Teil der Ahrfeldstraße. Die Kaninenberghöhe verbindet die Rellinghauser Straße mit der Max-Keith-Straße. | Schürmannhof, Kaninenberghöhe                   |
| Kassiepenstraße        | 285                                   | Kassiepen, Hofname                                     | 8. Sep. 1959        | 1435 verbriefte Dietrich von Limburg, Herr zu Broich, eine dem Stift Rellinghausen aus dem Karsypengut gebührende Rente. Ursprünglich gehörte der Hof Dietrich von der Leiten. Er veräußerte den Hof Kayesseipen 1456 an Johann von Vittinghoff gen. Schell. Im Pachtbuch von 1589/90 des Stifts Werden steht, dass das Kaersypengudt der Schelen upm Berge guidt durch seinen Pächter Johan Kairsipen abgabepflichtig ist. 1795 wird das Pachtgut Cassiepe erwähnt und der ganze Bauer als Aufsitzer bezeichnet. Freiherr von Schell war Grundeigentümer. Die Kassiepenstraße führt von der Straße Obere Fuhr nach Südosten, quert die Adelgundenstraße und endet danach als Sackgasse. |                                                 |
| Kersebaumstraße        | 570                                   | Kersebaum, Hofname                                     | 16. Sep. 1910       | Eine erste Erwähnung findet sich im Kettenbuch von 1332 mit mansus tho deme Kerzebome. 1795 werden der halbe Bauer Anton Kersebaum und das Behandigungsgut Kersebaum genannt. Es war zur Hälfte selbsthörig und zur anderen Hälfte der fürstlichen Abtei in Essen als Grundeigentümer gehörig. Dabei war es eine Unterhof des Viehofs. Der 1760 Letztbehandigte, Johann Anton Kersebaum erwarb 1764 die Hälfte des Hofs für 1700 Reichstaler. Zu dem 73 Morgen großen Hof gehörten elf Morgen Land im Ahrfeld, die von der Reichsabtei Werden stammten und ebenfalls behandigungspflichtig waren. 1803 ging der Hof an Philipp Kersebaum über. 1834 löste dessen Sohn Friedrich die auf dem Hof ruhenden fiskalischen Lasten ab, so dass er uneingeschränkter Eigentümer wurde. Die Kersebaumstraße, die ursprünglich Siepenweg hieß, führt in Verlängerung der Lanterstraße südostwärts auf die Kunstwerkerstraße. |                                                 |
| Klinkestraße           | 283                                   | Klinke, Name einer Gemeinheit                          | 4. Feb. 1903        | Am 2. Juni 1824 gab es den Teilungsrezess der Hovescheidter Gemeinheit. Danach gehörte der Klenksiepen, der an Hospitals Ländereien (genannt die Klinke) grenzte, der Schule ad Sanctum Johannem in Essen. Die Klinkestraße ist eine südwestliche Stichstraße der Bergerhauser Straße. |                                                 |
| Kunstwerkerstraße      | 1070                                  | ehemalige Kunstwerkerhütte                             | 4. Feb. 1903        | Franz Dinnendahl errichtete 1803 an der Ruhr eine Eisengießerei. Nachdem 1821 seine Maschinenfabrik in Essen durch Feuer zerstört wurde, verlegte er sie nach Huttrop und vereinigte sie mit der Eisengießerei. Sein Sohn Röttger Wilhelm Dinnendahl übernahm 1826 den Betrieb, später folgte dessen Schwiegersohn, Herr Küster. Ab 1900 trug die Kunstwerkerhütte den offiziellen Namen R.W. Dinnendahl AG und gehörte später zu Westfalia Dinnendahl Gröppel. Der Name Kunstwerkerhütte lehnt sich an die benachbarte Zeche Kunstwerk an, an der Dinnendahl entscheidend beteiligt war. Die Kunstwerkerstraße führt von der Lanterstraße südwärts zur Westfalenstraße. | Ehemalige Dinnendahlsche Fabrik                 |
| Lanterstraße           | 980                                   | Lanter, Flurname                                       | 29. Nov. 1897       | Der verstümmelte Begriff Lanter stammt von Landwehr. In der Landmatrikel von 1668 wird Georgh Huttropff als Besitzer von vier Morgen Land achter Landwehr genannt, zwischen dem auf Kaysers Landt. Die Lanterstraße führt von der Moltkestraße zur Hovescheidtstraße, wobei sie auf ganzer Länge die Grenze zu Huttrop bildet. |                                                 |
| Leinestraße            | 180                                   | Leine, linker Nebenfluss der Aller                     |                     | Die Leinestraße, die zuvor Herthastraße hieß, verbindet die Siegstraße mit der Weserstraße. |                                                 |
| Lennestraße            | 50                                    | Lenne, linker Nebenfluss der Ruhr                      | 1. Dez. 1927        | Die Lennestraße ist eine nördliche Stichstraße des Saarplatzes. |                                                 |
| Lionweg                | 110                                   | Justus Lion, Pädagoge und Sportpionier                 | 21. Okt. 1938       | Der Lionweg verbindet den Guts-Muths-Weg mit der Ruhrallee. |                                                 |
| Löbberthang            | 530                                   | Löbbert, Hofname                                       | 12. Feb. 1931       | Eine erste Erwähnung findet sich im Kettenbuch von 1332: mansus Lubberti to Hovenschede. Der Hof war Unterhof des Hofs Eickenscheidt. In der Landmatrikel von 1668 wird Peter Lobbert als Aufsitzer des rund neun Morgen großen Hofs erwähnt. 1773 wurden Johann Phillip Brockhoff und Franziska Josepha Rose zu Behuf der Roseschen Fundation mit dem Hof behandigt. 1795 werden der Hofrat Rose als Grundherr und der Pferdekötter Löbbert genannt. In der Mutterrolle von 1867 ist der Hofbesitzer Hermann Kammann gen. Löbbert als Pächter der Roseschen Fundation in Steele genannt. Die Straße Löbberthang führt von der Straße An St. Albertus Magnus in einem südöstlichen Bogen auf die Straße Billebrinkhöhe. |                                                 |
| Lönsberg               | 450                                   | Hermann Löns, Journalist und Schriftsteller            | 12. Nov. 1934       | Die Straße Lönsberg führt von der Dinnendahlstraße in einem südöstlichen Bogen auf die Straße Billebrinkhöhe. |                                                 |
| Maßmannweg             | 260                                   | Hans Ferdinand Maßmann, mediävistischer Philologe      | 21. Okt. 1938       | Der Maßmannweg führt vom Lionweg zum Guts-Muts-Weg und endet weiter südlich als Sackgasse. |                                                 |
| Max-Keith-Straße       | 630                                   | Franz Max Hans Keith, Unternehmer                      | 21. Dez. 1978       | Max Keith wurde am 23. August 1903 in Düsseldorf geboren und starb am 5. November 1974 ebenda. Er war von 1937 bis 1968 erster Geschäftsführer der 1930 gegründeten Coca-Cola GmbH in Essen an der damaligen Kaninenbergstraße. Er rief einen Namenswettbewerb unter seinen Mitarbeitern für ein Alternativgetränk zur Coca-Cola aus, da deren Rohstoffe in den Krisenzeiten der 1930er und 1940er Jahre teuer waren. Weil die das Getränk, das zunächst aus Molke und Apfelfruchtfleisch bestand, als fantastisch und fantasievoll empfanden, kam der Name Fanta, der sich schnell verbreitete, auf den Markt. Max Keith ist auch der Wiederaufbau nach dem Zweiten Weltkrieg zu verdanken. 2003 wechselte der Standort des Hauptsitzes von Coca-Cola von Essen nach Berlin. Die Max-Keith-Straße, die zuvor Kaninenbergstraße hieß, führt von der Sabinastraße zur Straße Kaninenberghöhe. |                                                 |
| Moltkestraße           | 150 (im Stadtteil)                    | Helmuth Karl Bernhard von Moltke, Generalfeldmarschall | 4. Feb. 1900        | Die überwiegend in Huttrop verlaufende Moltkestraße bildet zwischen der Lanterstraße und der Elsa-Brändström-Straße die Grenze zu Bergerhausen. |                                                 |
| Muldeweg               | 270                                   | Mulde, linker Nebenfluss der Elbe                      | 18. Okt. 1921       | Der Muldeweg verbindet die Ahrfeldstraße mit der Elbestraße. |                                                 |
| Neißestraße            | 250                                   | Neiße, linker Nebenfluss der Oder                      | 3. Sep. 1956        | Die Neißestraße verbindet dir Warthestraße mit der Bergerhauser Straße. |                                                 |
| Nekesweg               | 220                                   | Nekes, Familienname                                    | 23. Jan. 1957       | Die alte Bergerhauser Familie Nekes betrieb 1851 nahe der Straße eine Töpferei. Der Nekesweg verbindet die Elzstraße mit der Werrastraße. |                                                 |
| Netheweg               | 220                                   | Nethe, linker Zufluss der Weser                        | 18. Okt. 1921       | Der Netheweg verbindet den Muldeweg mit der Weserstraße. |                                                 |
| Netzestraße            | 150                                   | Netze, Nebenfluss der Warthe                           | 7. Sep. 1960        | Die Netzestraße ist eine Stichstraße der Weichselstraße. |                                                 |
| Niersstraße            | 100                                   | Niers, rechter Zufluss der Maas in Deutschland         | 24. Feb. 1977       | Die Niersstraße, die zuvor Wupperstraße hieß, verbindet den Saarplatz mit der Straße Am Krausen Bäumchen. |                                                 |
| Nöttelhof              | 470 (alle Straßenabschnitte zusammen) | Nöttelhof, Hofname                                     | 18. Okt. 1954       | Es handelt sich um einen früh untergegangenen Rellinghauser Stiftshof. Die Straße Nöttelhof führt von der Kaninenberghöhe nach Norden und in einem Bogen wieder auf diese zurück, wobei sie weitere Stichstraßen hat. |                                                 |
| Obere Fuhr             | 550                                   | alter Name eines Weges                                 | 27. Nov. 1933       | In der Landmatrikel von 1668 ist Henrich Morse erwähnt, der von den Herren Canonicis in Essen zwei Morgen Land auf der Oberfuhr neben Brümelinghauß Landt gepachtet hat. Die Straße Obere Fuhr führt in einem südlichen Bogen von der Weserstraße zur Straße Am Krausen Bäumchen. |                                                 |
| Oststraße              | 300                                   | Lage östlich der Mühlenbergstraße                      | um 1908             | 1908 nannte man die Straße östlich der Mühlenbergstraße (heute Papenberghang) Oststraße, die Straße westlich dieser als Weststraße. Das Gebiet gehörte insgesamt zur Kolonie der Zeche Langenbrahm. Im Zuge der Eingemeindung von Rellinghausen zu Essen 1910 wurde die Oststraße um die Weststraße verlängert. Die Oststraße verbindet daher heute die Terbeckstraße mit der Rellinghauser Straße. |                                                 |
| Papenberghang          | 470                                   | Papenberg, Flurname                                    | 20. Nov. 1937       | 1443 ist der Bauer Kassiepe erwähnt, als er drei Morgen Land am Papenberg pachtete. Die Kanonichen, im Volksmund auch Papen genannt, besaßen am Krausen Bäumchen größeren Grundbesitz, der an die Bauern verpachtet wurde. So hieß die ganze Bergkuppe Papenberg. Der Straße Papenberghang, die ursprünglich Mühlenbergstraße hieß, führt von der Straße Obere Fuhr südwärts auf die Rellinghauser Straße. |                                                 |
| Peenestraße            | 160                                   | Peene, Küstenfluss in Mecklenburg-Vorpommern           | 3. Juli 1956        | Die Peenestraße verbindet in einem östlichen Bogen die Ahrfeldstraße mit der Warthestraße. |                                                 |
| Potthoffs Börde        | 320                                   | Potthoff, Name eines Kottens                           | 20. Nov. 1937       | Die Benennung folgte in Anlehnung an den Kotten Potthoff, der ursprünglich Huisken hieß, wobei Börde für eine fruchtbare und landwirtschaftlich genutzte Fläche steht. In der Landmatrikel von 1668 wird der Kotten zum Hof Huttrop gehörig erwähnt. Zuvor gehörte er je zur Hälfte zu den Höfen Huttrop und Kaiser. 1773 wurden die Aufsitzer Johan Diderich Huisken und seine Frau wegen eines Verbrechens des Landes verwiesen. 1775 wurde ein Gewinnbrief für Wilhelm Potthoff aus Frohnhausen und seine Frau Catharine Gertrud Montag ausgestellt. Der Tagelöhner und Kötter Hüsken und das Gräfliche Damenkapitel in Essen als Eigentümer werden 1795 genannt und der Kotten Huiskens im Ahfelde als Leibgewinngut bezeichnet. 1832 wurden die fiskalischen Lasten des zu dieser Zeit 15 Morgen großen Kottens abgelöst. In der Mutterrolle von 1866 wird Friedrich Hüsken in Bergerhausen als Eigentümer genannt. Die Kirche in Steele erwarb den Kotten 1877, darauf folgte 1880 der Wirt Michael Olfen in Steele und 1899 der Maschinenwärter Heimeshof in Holsterhausen. Die Straße Potthoffs Börde, die zuvor Potthoffstraße hieß, verbindet die Bergerhauser Straße mit der Ruhrallee. |                                                 |
| Pregelstraße           | 340                                   | Pregel, Fluss im nördlichen Teil Ostpreußens           | 3. Juli 1956        | Die Pregelstraße führt in einem Winkel von der Bergerhauser Straße zur Ahrfeldstraße. |                                                 |
| Rellinghauser Straße   | 1430 (im Stadtteil)                   | Rellinghausen, ehemalige Bürgermeisterei               | 5. Juni 1908        | Die Straße erinnert an die einstige Bürgermeisterei Rellinghausen. Von 1815 bis 1875 gehörte Rellinghausen zur Bürgermeisterei Steele. 1876 wurde die Landbürgermeisterei Rellinghausen aus Rellinghausen, Bergerhausen und Heide gebildet. 1884 kam Rüttenscheid als ehemaliger Teil von Stoppenberg zur Landbürgermeisterei Rellinghausen, schied aber im Jahr 1900 wieder aus dieser aus. 1910 wurde Rellinghausen durch Eingemeindung ein Stadtteil von Essen. Die Rellinghauser Straße führt von Rellinghausen an der Straße St. Annental in nordwestlicher Richtung nach Huttrop und weiter ins Südviertel. |                                                 |
| Ruhrallee              | 2220 (im Stadtteil)                   | Allee zur Ruhr                                         | 4. Feb. 1904        | Die Ruhrallee, die zuvor Alleestraße hieß, führt von der Ruhr in nordwestlicher Richtung hinauf zur Elsa-Brändström-Straße und weiter durch Huttrop ins Südviertel. |                                                 |
| Saalestraße            | 480 (alle Straßenabschnitte zusammen) | Saale, Nebenfluss der Elbe                             | 24. Feb. 1960       | Zwischen 1910 und 1937 gab es bereits einen Saalestraße in Bergerhausen, die heute Bröhmkenweg heißt. 1960 wurde die heutige Saalestraße angelegt, die die Diemelstraße mit der Elbestraße verbindet. |                                                 |
| Saarplatz              | 55 × 30                               | Saar, Nebenfluss der Mosel                             | 1. Dez. 1927        | Der Saarplatz liegt südwestlich der Ruhrallee. Auf ihn treffen die Saar-, die Lenne- und die Niersstraße. |                                                 |
| Saarstraße             | 80                                    | Saar, Nebenfluss der Mosel                             | 1. Dez. 1927        | Die Saarstraße verläuft von der Ahrfeldstraße in südöstlicher Richtung zum Saarplatz. |                                                 |
| Sabinastraße           | 390                                   | Sabina, weiblicher Vorname                             | 8. Okt. 1964        | Die Benennung nach einem Vornamen erfolgte in Anlehnung an einen Rüttenscheider Beschluss von 1895. Die Sabinastraße, die zuvor Wilhelminenstraße hieß und später Teil der Töpferstraße war, führt heute in südwestlicher Verlängerung der Töpferstraße nach Südwesten, wobei sie die Grenze zu Rüttenscheid bildet und als Sackgasse endet. |                                                 |
| Schürfacker            | 90                                    | Schürfen von Kohle                                     | 26. Mai 1939        | Die Straße führte einst zu einem Bergbaustollen, in dem nach Kohle geschürft wurde. Das Gelände dazu wurde Schürfacker genannt. Die Straße Schürfacker verbindet die Straße Hüskenbörde mit der Straße Potthoffs Börde. |                                                 |
| Schürmannstraße        | 630                                   | Schürmann, Hofname                                     | 16. Sep. 1910       | Eine erste Erwähnung des Hofs findet sich im Pachtbuch des Stifts Werden aus den Jahren 1598/90. 1795 werden der ganze Bauer Schürmann und der Hof als Pachtgut des Grundherren Freiherr von Schell genannt. Johannes Terbeck gen. Schürmann war um 1800 Aufsitzer des Hofs. Die Eheleute Wilhelm Wittenberg gen. Schürmann und Franziska geborene Terbeck setzten 1868 ihren Sohn Wilhelm Wittenberg gen. Schürmann jun. als Hoferben ein. Dessen Sohn Paul veräußerte den Hof 1923 an die Stadt Essen, die dort ein Gewerbeaufschließungsgebiet anlegte. Der befand sich südwestlich der heutigen Kreuzung Kaninenberghöhe/Rellinghauser Straße. Die Schürmannstraße, die zuvor Ringofenstraße hieß, verbindet die Straße Kaninberghöhe mit der Rellinghauser Straße. | Verwaltungsgebäude, Schürmannstraße             |
| Schulkirchweg          | 200                                   | Volksmund: Dinnendahlschulkirche                       | 18. Feb. 1959       | 1949 wurde in der Mutterpfarrei St. Lambertus in Rellinghausen ein Seelsorgebezirk eingerichtet. In diesem Bezirk fand am 9. Oktober des Jahres der erste Gottesdienst in der damaligen katholischen Dinnendahlschule an der Kunstwerkerstraße statt, die es schon vor 1907 gab. So wurde diese Schule im Volksmund Dinnendahlschulkirche genannt. Für die Gläubigen war der Weg von Westen her der Kirchweg, für deren Kinder der Schulweg. Der Schulkirchweg zweigt westlich der Kunstwerkerstraße ab und endet für Kraftfahrzeuge als Sackgasse. Ein Fußweg führt weiter zur Ruhrallee. |                                                 |
| Siegstraße             | 90                                    | Sieg, rechter Nebenfluss des Rheins                    | 24. Feb. 1977       | Die Siegstraße, die seit 1904 Papestraße und ab 1910 Mainstraße hieß, verbindet die Elbestraße mit der Rellinghauser Straße. |                                                 |
| Siepenstraße           | 330                                   | Siepen, bewaldetes wasserreiches Tal                   | 29. Nov. 1897       | Das Hovescheidter Siepen war ein bewaldetes und wasserreiches Wiesental, das sich vom Brünglinghauser Feld her südlich der Steeler Straße bis zur Ruhr hinzog. Ursprünglich war es unbeschränkt gemeinschaftliches Eigentum der zur Bauerschaft Huttrop gehörenden Höfe. Nachdem durch den Teilungsrezess der Hovescheidter Gemeinheit von 1824 bestand das Siepen aus Hochholz-Forstgrund, aus gerodetem Forstgrund sowie aus Wiesen- und Weidegrund. Es war zu dieser Zeit rund 215 Preußische Morgen groß. Die Siepenstraße zweigt von der Lanterstraße in südöstliche Richtung ab und endet im Siepental. | Siepenstraße                                    |
| Spillenburgstraße      | 340 (im Stadtteil)                    | Spillenburgmühle                                       | 19. Sep. 1910       | Die Spillenburgmühle wurde 1418 durch die Essener Fürstäbtissin Margarete von der Mark-Arensberg († 1429) erbaut. Zuvor hatte hier bereits eine Mühle gestanden. Die Äbtissin 1423 ihren Besitz an die Münsterkirchenfabrik. 1685 verkaufte die Fürstäbtissin Anna Salome von Salm-Reifferscheidt die Mühle des Stiftes Essen für 6000 Taler an Arnold Johan Vietinghoff genannt Schele zu Schellenberg und Ripshorst. 1807 pachtete die Gewehrfabrikanten Pieul und Pelletier auf der Spillenburg die Bohrmühle für Gewehrläufe. Doch kurz darauf ging die Gewehrindustrie unter. Es gab hier zwei weitere Mühlen, die vom Müller Humann betrieben wurden. 1911 gingen die Spillenburg, das Ruhrwehr und alle Gerechtsame durch Verkauf des Freiherrn von Schell an die Stadt Essen über. Sie sicherte sich damit die Wasserversorgung des 1863 erbauten Wasserwerks. Die Mühlenanlagen mussten einer Turbinenanlage zur Stromerzeugung weichen. Die Spillenburgstraße trug 1897 den Namen Koppstraße und hieß zwischen 1904 und 1908 Spillenburger Weg. Sie bildet ab der Westfalenstraße den Grenzverlauf zu Steele und führt weiter in Huttrop. |                                                 |
| Spreestraße            | 100                                   | Spree, linker Nebenfluss der Havel                     | 3. Juli 1956        | Die Spreestraße verbindet die Ahrfeldstraße mit der Pregelstraße. |                                                 |
| St. Annental           | 1000 (im Stadtteil)                   | St.-Anna-Kapelle                                       | 18. Sep. 1926       | Die Straße St. Annental, die zuvor Kapellenstraße hieß und 1910 Teil der heute westlich weiterführenden Straße Im Walpurgistal, damals Walpurgisstraße, war, führt seit 1926 von der Walpurgisstraße nach Osten, bis sie bereits in Rellinghausen auf die Frankenstraße trifft. | St.-Anna-Kapelle                                |
| Steinkuhle             | 110                                   | mündlich überlieferte Lagebezeichnung                  | 18. Okt. 1954       | Die Straße Steinkuhle, die zuvor den Namen Zornige Ameise trug, ist eine westliche Stichstraße der Ruhrallee. |                                                 |
| Stüpertweg             | 160                                   | Süpert, Name eines Kohlenflözes                        | 5. Dez. 1951        | 1799 gehörte das Kohlenflöz Stülpert zur Gewerkschaft auf dem Kunstwerk bei Billebrink. Die Zeche Kunstwerk verwahrte sich unter Hinweis auf einen beim Reichskammergericht in Wetzlar anhängigen Rechtsstreit gegen einen von dritter Seite beabsichtigten Verkauf der Flöze Stülpert und Vierfußbank. Der Stüpertweg verbindet die Straße Löbberthang mit der Straße Billebrinkhöhe. |                                                 |
| Terbeckstraße          | 190                                   | Terbeck, Hofbesitzer                                   | um 1908             | Der Aufsitzer des Schürmannhofs war um das Jahr 1800 Johannes Terbeck, vgl. Schürmannstraße. Die Terbeckstraße verbindet die Bauvereinstraße mit dem Bröhmkenweg. |                                                 |
| Töpferstraße           | 650                                   | ehemalige Töpferei                                     | 29. Nov. 1897       | Die Töpferstraße ist nach einer ehemaligen Töpferei an der Ecke Henricistraße/Töpferstraße benannt. Sie ist heute Teil der Landesstraße L20 und führt von der Ruhrallee zur Rellinghauser Straße, wobei sie im ganzen Verlauf die Grenze zu Huttrop bildet. | St. Hubertus, Töpferstraße                      |
| Untere Fuhr            | 400                                   | Anlehnung an die Obere Fuhr                            | 27. Nov. 1933       | Die Benennung erfolgt in Anlehnung an die Straße Obere Fuhr. Die Straße Untere Fuhr verbindet den Adelgundenweg mit der Weserstraße. |                                                 |
| Warthestraße           | 340                                   | Warthe, rechter Nebenfluss der Oder in Polen           | 3. Juli 1956        | Die Warthestraße verbindet die Pregelstraße mit der Straße Am Krausen Bäumchen. |                                                 |
| Weichselstraße         | 220                                   | Weichsel, größter polnischer Fluss                     | 16. Sep. 1910       | Die Weichselstraße, die zuvor Grüner Weg hieß, verbindet die Straße Obere Fuhr mit der Weserstraße. |                                                 |
| Werrastraße            | 380                                   | Werra, ein Hauptquellfluss der Weser                   | 16. Sep. 1910       | Die Werrastraße, die zuvor Huttroper Straße hieß, verbindet die Töpferstraße mit der Rellinghauser Straße. |                                                 |
| Weserstraße            | 990                                   | Weser, deutscher Strom                                 | 16. Sep. 1910       | Die Weserstraße, die zuvor Alfredusstraße hieß und zur Zeit des Nationalsozialismus in Joseph-Hommer-Weg umbenannt worden war, verbindet die Ruhrallee mit der Rellinghauser Straße. | Johanneskirche, Weserstraße                     |
| Westfalenstraße        | 1160 (im Stadtteil)                   | Preußische Provinz Westfalen                           | 15. Feb. 1936       | Die Westfalenstraße führt vom rheinländischen Steele nach Westfalen. Sie wurde zwischen 1848 und 1851 von der Steele-Bredeneyer Wegebau-Aktiengesellschaft als Kunststraße von Steele weiter über die Frankenstraße in Rellinghausen nach Bredeney gebaut. Die Provinzialverwaltung übernahm die Straße 1865. Die Westfalenstraße beginnt an der Ruhralle und führt in östlicher Richtung nördlich der Ruhr weiter nach Steele. |                                                 |
| Wuppertaler Straße     | 280 (im Stadtteil)                    | Verlauf Richtung Wuppertal                             | 20. Nov. 1937       | Die Wuppertaler Straße, die zuvor Teil der aus Rellinghausen kommenden Frankenstraße war, verläuft in Verlängerung der Ruhrallee ab dem Abzweig der Westfalenstraße bis zum Abzweig der Straße Zornige Ameise weiter in Rellinghausen und Heisingen. Sie ist Teil der Bundesstraße 227. |                                                 |
| Zornige Ameise         | 270                                   | Zornige Ameise, Gaststätte                             | 17. Dez. 1963       | Die auffällige Wirtin der ehemaligen Gaststätte soll wegen ihres Wesens Zornige Ameise genannt worden sein. Der Ursprung dieser Gaststätte lag in einer Glashütte, die 1778 von dem Hüttenmeister Kaspar Mann auf einem Grundstück des Bauern Schulte Staade an der Ruhr errichtet wurde. Kaspar Mann begann neben der Glashütte noch eine Brauerei zu betreiben. Nach dem Ende der Glasproduktion wurde die ehemalige Glashütte in eine Brauerei und Gaststätte umgewandelt. Von 1984 bis 2021 wurde hier wieder ein Restaurant mit dem Beinamen "Zornige Ameise" betrieben. Zwischen dem 5. Dezember 1951 und dem 18. Oktober 1954 trug die heutige Straße Steinkuhle den Namen Zornige Ameise. 1963 wurde die heutige Stichstraße östlich der Ruhrallee so genannt. |                                                 |

## Liste ehemaliger Straßennamen
Die Liste ehemaliger Straßennamen erhebt keinen Anspruch auf Vollständigkeit.
| Name              | von           | bis           | umbenannt in (aktuell)                           | Herleitung                                             | Bemerkungen |
| ----------------- | ------------- | ------------- | ------------------------------------------------ | ------------------------------------------------------ | --- |
| Alfredusstraße    | 4. Feb. 1903  | 16. Sep. 1910 | → Weserstraße                                    |                                                        | |
| Alleestraße       | 8. Mai 1903   | 4. Feb. 1904  | → Ruhrallee                                      | Allee                                                  | |
| Alte Ruhrstraße   | 4. Feb. 1903  | 16. Sep. 1910 | → Elzstraße                                      | Ruhr, Fluss                                            | Die Alte Ruhrstraße wurde 1910 Neckarstraße genannt und verlief bis zur Elbestraße. Sie wurde 1977, nach dem Bau der Bundesautobahn 52, verkürzt und verbindet heute als Elzstraße die Werrastraße mit dem Nekesweg. |
| Engelsbecke       | 27. Feb. 1927 | 22. Mai 1946  | → Elsa-Brändström-Straße → Elsa-Brändström-Platz | Engelsbecke, Flurname und Bach                         | Die nach der Flur der Engelsbecke benannte Straße verläuft heute nur noch in Huttrop. Zunächst trug nur die heutige Elsa-Brändström-Straße und damit auch teilweise der Platz den Namen Engelsbecke. 1937 wurde die Straße von dort weiter nach Huttrop verlängert. 1946 wurde der Teil südlich der Moltkestraße zur Elsa-Brändström-Straße, bevor Ende der 1970er-Jahre der Bau der Bundesautobahn 52 die Verbindung endgültig trennte.                                          |
| Frankenstraße     | 8. Mai 1933   | 27. Nov. 1937 | → Wuppertaler Straße                             | Franken (Volk)                                         | Die Bauerschaft Rüttenscheid wurde durch die Essener Zehntgrenze, die marca Francorum et Saxonum, die Stammesgrenze der Franken und Sachsen von den Honnschaften Bredeney, Haarzopf und Fulerum geschieden. So führte die Straße nach Westen ins ehemalige Frankenland und stellte erstmals eine solche Verbindung her. Die aus Rellinghausen kommende Frankenstraße verlief in Bergerhausen weiter bis zum Abzweig der Westfalenstraße.                                          |
| Georgsstraße      | 8. Mai 1933   | 18. Juni 1945 | → Elbestraße                                     |                                                        | Umbenennung in der Zeit des Nationalsozialismus, um die symbolische Form der Machtergreifung voranzutreiben. |
| Grüner Weg        | 4. Feb. 1904  | 16. Sep. 1910 | → Weichselstraße                                 |                                                        | |
| Hellweg           | 9. Okt. 1914  | 14. Nov. 1935 | → Bergerhauser Straße                            | Westfälischer Hellweg, mittelalterlicher Handelsweg    | Der Hellweg war zuvor Teil der Herwarthstraße und hieß davor Morsestraße. |
| Herwarthstraße    | 15. Sep. 1910 | 9. Okt. 1914  | → Bergerhauser Straße                            | Eberhard Herwarth von Bittenfeld, Generalfeldmarschall | Zwischen dem 15. September 1910 und dem 9. Oktober 1914 trug die heutige Bergerhauser Straße als südöstliche Verlängerung der heutigen Herwarthstraße in Huttrop ihren Namen. Danach wurde sie Hellweg genannt, bevor sie 1935 zur Bergerhauser Straße wurde. |
| Hüskenstraße      | um 1927       | vor 1979      | aufgehoben und überbaut                          | Hüsken, Name eines Kottens                             | Siehe auch Hüskenbörde. Die Hüskenstraße verband die Vedderstraße, die den später so genannten Elsa-Brändström-Platz im Südosten begrenzte, mit der Klinkestraße. Nach 1945 kam der westliche Teil der Vedderstraße zur Hüskenstraße, bevor beide Ende der 1970er-Jahre dem Bau der Bundesautobahn 52 Platz machten. |
| Huttroper Straße  | 4. Feb. 1903  | 16. Sep. 1910 | → Werrastraße                                    | Straße nach Huttrop                                    | |
| Idastraße         | 4. Feb. 1903  | 20. Nov. 1937 | → Allerstraße                                    |                                                        | |
| Josefstraße       |               | 4. Feb. 1903  | → Am Krausen Bäumchen                            |                                                        | |
| Joseph-Hommer-Weg | 15. Jan. 1936 | 13. Juni 1945 | → Weserstraße                                    | Joseph Hommer, erschossener Polizist                   | Umbenennung in der Zeit des Nationalsozialismus, um die symbolische Form der Machtergreifung voranzutreiben. |
| Kaninenbergstraße | 4. Feb. 1903  | 21. Dez. 1978 | → Max-Keith-Straße                               | mündlich überlieferte Lagebezeichnung                  | Die Kaninenbergstraße führte bis zum Bau der Bundesautobahn 52 von Westen direkt auf die Rellinghauser Straße. Danach wurde sie in Max-Keith-Straße umbenannt und über eine Brücke über die Autobahn an die Sabinastraße angebunden. |
| Kapellenstraße    | 4. Feb. 1904  | 16. Sep. 1910 | → St. Annental                                   | St.-Anna-Kapelle                                       | Die Kapellenstraße wurde 1910 Teil der heute westlich weiterführenden Straße Im Walpurgistal, damals Walpurgisstraße, bevor sie 1926 ihren heutigen Namen St. Annental erhielt. |
| Koppstraße        | 29. Nov. 1897 | 4. Feb. 1904  | → Spillenbuger Straße                            |                                                        | Die Koppstraße hieß ab 1904 Spillenburger Weg. Seit 1908 trägt sie ihren heutigen Namen Spillenburger Straße. |
| Löbbertstraße     | 29. Nov. 1897 | 1. Okt. 1920  | → Dinnendahlstraße                               | Löbbert, Hofname                                       | Im Kettenbuch von 1332 wird mansus Lubberti to Hoveschede genannt. In der Landmatrikel 1668 wird der Aufsitzer Peter Lobbert des rund neuen Morgen großen Hofs genannt. Der Hof mit Kotten war ein Unterhof von Eickenscheidt. 1773 wurden Johann Phillip Brockhoff und Franziska Josepha Rose zu Behuf der Rosesche Fundation mit dem Hofe behandigt. Der Pferdekötter Löbbert und der Grundherr Hofrat Rose werden 1795 genannt. 1867 war Hermann Kammann gen. Löbbert Pächter. |
| Ludwigstraße      | 4. Feb. 1903  | 20. Nov. 1937 | → Adelgundenweg                                  |                                                        | |
| Mainstraße        | 16. Sep. 1910 | 27. Feb. 1977 | → Siegstraße                                     | Main, rechter Nebenfluss des Rheins                    | Zuvor hieß die Mainstraße seit 1904 Papestraße. |
| Morsestraße       | 4. Feb. 1904  | 15. Sep. 1910 | → Bergerhauser Straße                            |                                                        | |
| Mühlenbergstraße  | 4. Feb. 1903  | 20. Nov. 1937 | → Papenberghang                                  |                                                        | |
| Neckarstraße      | 16. Sep. 1910 | 24. Feb. 1977 | → Elzstraße                                      | Neckar, rechter Nebenfluss des Rheins                  | Die Neckarstraße, die zuvor Alte Ruhrstraße hieß, verlief bis zur Elbestraße. Sie wurde 1977, nach dem Bau der Bundesautobahn 52, verkürzt und verbindet heute als Elzstraße die Werrastraße mit dem Nekesweg. |
| Papestraße        | 4. Feb. 1904  | 16. Sep. 1910 | → Siegstraße                                     | Heinrich Eduard von Pape, Jurist                       | Nachdem die Papestraße 1910 Mainstraße genannt wurde, erhielt sie 1977 ihren heutigen Namen Siegstraße. |
| Potthoffstraße    | 16. Sep. 1910 | 20. Nov. 1937 | → Potthoffs Börde                                | Potthof, Name eines Kottens                            | |
| Ringofenstraße    | 4. Feb. 1903  | 16. Sep. 1910 | → Schürmannstraße                                | Führte zu einem Ringofen                               | Ringofenstraße hieß der nördliche Teil der heutigen Schürmannstraße, der von der Rellinghauser Straße abzweigte und vor einem Ringofen der Zeche Neu-Essen II (zur Zeche Ludwig) als Sackgasse endete. Nach 1910 wurde die Straße bis zur heutigen Straße Kaninenberghöhe verlängert. |
| Roßbachstraße     | 8. Mai 1903   | 16. Sep. 1910 | → Henricistraße                                  |                                                        | |
| Saalestraße       | 16. Sep. 1910 | 20. Nov. 1937 | → Bröhmkenstraße                                 | Saale, Nebenfluss der Elbe                             | Die St.-Anna-Straße wurde 1910 in Saalestraße umbenannt, bevor sie 1937 zur Bröhmkenstraße wurde. 1960 wurde in Bergerhausen an der Elbestraße erneut eine Saalestraße angelegt. |
| Siepenweg         |               | 16. Sep. 1910 | → Kersebaumstraße                                |                                                        | |
| Spillenburger Weg | 4. Feb. 1904  | 5. Juni 1908  | → Spillenbuger Straße                            | Spillenburgmühle                                       | Der Spillenbuger Weg hieß zuvor Koppstraße. |
| St.-Anna-Straße   |               | 16. Sep. 1910 | → Bröhmkenstraße                                 |                                                        | Die St.-Anna-Straße wurde 1910 in Saalestraße umbenannt, bevor sie 1937 zur Bröhmkenstraße wurde. |
| Theodorstraße     | 4. Feb. 1903  | 16. Sep. 1910 | → Elbestraße                                     |                                                        | |
| Vedderstraße      | 27. Feb. 1927 | nach 1945     | → Elsa-Brändström-Platz, teilweise               |                                                        | Die Vedderstraße begrenzte den später so genannten Elsa-Brändström-Platz im Südosten. Nach 1945 kam ihr westlicher Teil zur ehemaligen Hüskenstraße, bevor diese Ende der 1970er-Jahre dem Bau der Bundesautobahn 52 Platz machte. |
| Walpurgisstraße   | 26. Jan. 1906 | 16. März 1979 | → Im Walpurgistal → St. Annental                 | Walburga oder Walpurgis, weiblicher Vorname            | Die Benennung nach einem Vornamen erfolgte durch einen Rüttenscheider Beschluss von 1895. Die Walpurgisstraße wurde durch den Bau der Bundesautobahn 52 getrennt. In Rüttenscheid trägt sie weiter diesen Namen, in westlicher Richtung wurde sie in Im Walpurgistal umbenannt. |
| Weststraße        | um 1908       | 1910          | → Oststraße                                      | Lage westlich der Mühlenbergstraße                     | 1908 nannte man die Straße westlich der Mühlenbergstraße (heute Papenberghang) Weststraße, die Straße östlich dieser als Oststraße. Das Gebiet gehörte insgesamt zur Wohnkolonie der Zeche Langenbrahm. Im Zuge der Eingemeindung von Rellinghausen zu Essen 1910 wurde die Oststraße um die Weststraße verlängert. |
| Wilhelminenstraße | 4. Feb. 1904  | 16. Sep. 1910 | → Sabinastraße                                   | Wilhelmine, weiblicher Vorname                         | Die Benennung nach einem Vornamen erfolgte nach einem Rüttenscheider Beschluss von 1895. |
| Wupperstraße      | 1. Dez. 1927  | 24. Feb. 1977 | → Niersstraße                                    | Wupper, rechter Nebenfluss des Rheins                  | |